# تپه خرم دره ۲
تپه خرم دره ۲ مربوط به کالکولتیک (مس‌سنگی) - هزاره اول (پیش از میلاد) است و در شهرستان تکاب، بخش مرکزی، دهستان انصار، روستای دورباش واقع شده است. این اثر در تاریخ ۳۰ دی ۱۳۸۵ با شمارهٔ ثبت ۱۶۷۷۴ به عنوان یکی از آثار ملی ایران به ثبت رسیده است.